# Mi nismo andjeli
Mi nismo andjeli (em sérvio:  Ми нисмо анђели) é um filme de comédia iugoslavo de 1992, dirigido por Srđan Dragojević.